# بیل اسکانلون
 بیل اسکانلون (انگلیسی: Bill Scanlon؛ (زادهٔ ۱۳ نوامبر ۱۹۵۶ – درگذشتهٔ ۲ ژوئن ۲۰۲۱) یک تنیس‌باز اهل ایالات متحده آمریکا بود.